# Rob Beenders
Rob Beenders (ur. 26 kwietnia 1979 w Bree) – belgijski i flamandzki polityk oraz samorządowiec, senator, od 2025 minister w rządzie federalnym.

## Życiorys
Absolwent nauk handlowych i zarządzania przedsiębiorstwem w Hogeschool PXL w Hasselt. Pracował w zawodzie menedżera produktu. Zaangażował się w działalność polityczną w ramach flamandzkiej Partii Socjalistycznej, przekształconą później w ugrupowanie Vooruit. W latach 2007–2018 był radnym miejskim w Hasselt, od 2007 do 2014 wchodził w skład władz wykonawczych tej miejscowości. W latach 2014–2019 sprawował mandat posła do Parlamentu Flamandzkiego, od 2016 do 2019 zasiadał w Senacie. W 2019 zrezygnował z aktywności politycznej; przeszedł do pracy w australijskim przedsiębiorstwie Cochlear.
W lutym 2025 wszedł w skład nowego rządu federalnego, na czele którego stanął Bart De Wever; powierzono mu w nim funkcję ministra do spraw ochrony konsumentów, zwalczania oszustw społecznych, osób niepełnosprawnych i równych szans.

## Życie prywatne
Jest jawnym gejem.